# Pärnu JK Vaprus
Pärnu JK Vaprus is een Estische voetbalclub uit Pärnu, een stad in het zuidwesten van het land. Hoewel het in 1999 heropgericht werd, gaat de geschiedenis terug naar 1922. De traditionele kleuren zijn geel en zwart.

## Geschiedenis
De club werd in 1922 opgericht als JK Pärnu Vaprus. In 1999 volgde de heroprichting van de club. In 2004 fuseerde de club met het in 2000 opgerichte club FC Pärnu Levadia, maar het bleef als JK Vaprus Pärnu spelen. 
In juli 2011 besloot het stadsbestuur van Pärnu om het voetbal in de stad te herorganiseren waarbij alle jeugdclubs (Vaprus, Pärnu JK en Pärnu Kalev), samen gingen werken en de club verderging onder de naam Pärnu Linnameeskond. In 2016 handhaafde de club zich na play-offs op het hoogste niveau, maar hierna viel de samenwerking uiteen en nam Pärnu JK Vaprus de plek in de Meistriliiga over.
In 2021 degradeerde het eigenlijk naar de Esiliiga, maar vanwege de terugtrekking van JK Viljandi Tulevik bleef Vaprus in de Meistriliiga actief. Hetzelfde scenario voltrok zich in 2022, toen trok TJK Legion zich aan het einde van het seizoen terug, waardoor Vaprus niet hoefde te degraderen.

## Eindklasseringen vanaf 1999
| 3 |

| 1 |

| 2 |

| 5 |

| 7 |

| 1 |

| 1 |

| 7 |

| 8 |

| 9 |

| 7 |

| 7 |

| 8 |

| 9 |

| 2 |

| 3 |

| 8 |

| 9 |

| 10 |

| 10 |

| 3 |

| 1 |

| 10 |

| 10 |

| 6 |

| 7 |

| Meistriliiga | Esiliiga | Esiliiga B | II liiga |

De Esiliiga B startte in 2013. Daarvoor was de Liiga II het derde voetbalniveau in Estland.